# Saycet
Pierre Lefeuvre, dit Saycet, est un producteur et compositeur français de musique électronique.

## Biographie
Repéré par son futur manager en 2004 alors qu’il passe sa propre musique dans le vidéoclub parisien dans lequel il travaille, il devient finaliste du concours de CQFD (l'ancêtre des Inrocks Lab) en 2005 et voit l'un de ses morceaux figurer sur la compilation de l'évènement. L'année suivante, il publie son premier album, One Day At Home, sur son propre label Météores-Music.
Le producteur donne également cette année-là son premier concert sous le nom de Saycet pour l'ouverture de l'Apple Expo au Queen.
En 2010 sort son second album, Through The Window qui marque un tournant dans sa carrière à l’international et plus particulièrement au Japon. Pour ce long-format, Saycet fait appel à la parolière et chanteuse Phoene Somsavath tandis qu'il continue à s'occuper de la partie production. L'album est bien accueilli.
Son troisième album, Mirage, parait en 2015 (précédé d’un premier maxi Volcano). Il est élu Album du Mois par Trax Magazine[réf. nécessaire] et Saycet vient présenter son nouvel album en live dans l’émission "Le Nouveau Rendez-Vous" de Laurent Goumarre sur France Culture. Pour cet album, il s'entoure à nouveau de la chanteuse Phoene Somsavath, mais également du chanteur français Yan Wagner ainsi que la musicienne Juliette Armanet.

## Discographie
- 2006 : One Day At Home
- 2010 : Through The Window
- 2011 : Opal (EP)
- 2015 : Mirage
- 2015 : Mirage B-Side (EP)
- 2021 : Layers

## Lives et tour
Saycet a fait plusieurs tournées en France mais également à l'étranger (Chine, Russie, Japon, Corée, Malaisie, Mexique, Royaume-Uni). Il est représenté par un label dans chacun de ces pays (Republic Of Music au Royaume-Uni, Inpartmaint au Japon, Pocket Records en Chine et Skymusic en Corée du Sud). Sur scène, Saycet se fait accompagner par la chanteuse Louise Roam ainsi que par la vidéaste Zita Cochet qui suit le projet depuis sa genèse.[réf. nécessaire]

## Autres projets

### Synchros et musiques originales de publicité
Le grand public découvre Saycet grâce à une synchro de son titre "Sunday Morning" (extrait de Through The Window) dans un spot publicitaire d'appel aux dons de la Croix Rouge Française, diffusé entre 2009 et 2013. Orange utilisera par la suite "Her Movie" extrait de Through The Window et "Cité Radieuse" extrait de Mirage. Début 2017, Netflix utilise également le titre "Cité Radieuse" pour le trailer de la série Abstract : The Art of Design.
Saycet a composé et produit les bandes-son pour les campagnes publicitaires de l’Audi TT réalisée par Fleur & Manu en 2014, celle de la Société Générale lors de la Coupe du Monde de Rugby en 2015, celle d'EDF lors de la Coupe d'Europe de football en 2016, celle de l’œuvre caritative Burn & Smiles en 2016 également, ainsi que pour les campagnes publicitaires de L’Oréal de 2015 à 2017 et plus récemment pour la campagne publicitaire de la Peugeot 5008, réalisée par Jérôme Salle. 

### Bandes originales
La première incursion de Saycet dans le monde du cinéma remonte à 2003. À cette époque, il est le stagiaire de Vincent Arnardi, mixeur de cinéma pour Jean-Pierre Jeunet, Claire Denis, ou encore Luc Besson. Ce dernier lui fait rencontrer l'actrice et réalisatrice Chantal Lauby et la productrice Claudie Ossard, en quête de musique électronique pour le film Laisse tes mains sur mes hanches.[réf. nécessaire]
Plus de dix ans après, retour au cinéma pour le jeune producteur : le réalisateur japonais Hyoe Yamamoto entre en contact avec Pierre Lefeuvre afin qu'il réalise la bande originale du documentaire Pour le bien de l'entreprise : L'Affaire Olympus (production Point du Jour-Arte-BBC-ZDF) qui traite du scandale financier ayant ébranlé la firme japonaise.[réf. nécessaire]
Entre 2009 et 2013, il réalise la bande originale de quatre fictions radiophoniques pour France Culture.
En 2017, Saycet réalise la bande originale de la saison 1 de la série Tycoon réalisée par Louis Leterrier et produite par la société de VOD Blackpills & Together Media.
En 2020, Saycet réalise la bande originale de la saison 1 de la série La Révolution produite par Netflix. La même année, il compose la musique originale du film Un vrai bonhomme.
En 2021, il compose la bande originale du film Mi iubita, mon amour. Un Long-métrage de Noémie Merlant sélectionné au festival de Cannes en séance spéciale.

### Centre Pompidou à Paris
De 2009 à 2014, Saycet est le compositeur pour le Centre Pompidou à Paris, sous la direction d'Alain Seban. Le musée lui laisse alors carte blanche dans la création des compositions accompagnant les bandes annonces des expositions. Il en réalisera une vingtaine pour des expositions telles que Les Surréalistes et Josef Albers.[réf. nécessaire]

### Spectacle vivant
En 2017, Saycet compose et produit la musique originale de l'adaptation du roman Neige de l'écrivain turc Orhan Pamuk au Théâtre National de Strasbourg, mise en scène par Blandine Savetier.[réf. nécessaire]

### Château de Versailles
Le 8 juin 2021, Saycet et le Château de Versailles dévoilent le clip de la chanson Messa Solaris, une réinterprétation de son titre Solaris issu de son album Layers. Pour enregistrer le morceau il a passé 7 jours et 7 nuits à Versailles pour enregistrer des sons et capter l’acoustique des différents lieux du château. Il a notamment enregistré dans la galerie des Glaces ou la galerie des Batailles. Il s'est accompagné de l'organiste Alexandra Bartfeld pour jouer sur l'orgue de la Chapelle Royale et des voix du chœur Les Métaboles dirigé par Léo Warynski.
Le résultat est aussi présenté à l'aide d'un podcast retraçant ce projet mené lors du premier confinement de 2020.